# Revenant Zmrtvýchvstání
REVENANT Zmrtvýchvstání (v anglickém originále The Revenant) je americký film režiséra Alejandra Gonzála Iñárritu. Snímek je založen na stejnojmenné knize z roku 2002 od Michaela Punke a je inspirován životem hraničáře Hugha Glasse, žijícího v letech 1780 až 1833, kterého v hlavní roli ztvárnil Leonardo DiCaprio. Světová premiéra proběhla 8. ledna 2016.

## Obsazení
| Leonardo DiCaprio | Hugh Glass, pohraničník, hlavní postava filmu |
| Tom Hardy         | John Fitzgerald                               |
| Domhnall Gleeson  | Andrew Henry                                  |
| Will Poulter      | James Bridger                                 |
| Paul Anderson     | Anderson                                      |
| Kristoffer Joner  | Murphy                                        |
| Brad Carter       | Johnnie                                       |

## Přijetí
Film vydělal 183,6 milionů dolarů v Severní Americe a 349,3 milionů dolarů v ostatních oblastech, celkově tak vydělal 533 milionů dolarů po celém světě. Rozpočet filmu činil 135 milionů dolarů. V Severní Americe byl oficiálně uveden 25. prosince 2015. Za první víkend vydělal 474 560 dolarů ze čtyř kin, ve kterých se pouze promítal.8. ledna 2016 se film začal promítat ve 3 371 kinech a za první víkend získal 14,4 milionů dolarů.
Film získal pozitivní kritiku. Na recenzní stránce Rotten Tomatoes získal z 302 započtených recenzí 82 procent s průměrným ratingem 7,9 bodů z deseti. Na serveru Metacritic snímek získal z 50 recenzí 76 bodů ze sta. Na Česko-Slovenské filmové databázi snímek získal 80% a aktuálně je na 299. místě v žebříčku nejoblíbenějších filmů.

## Ocenění
Snímek obdržel více než sto nominací na nejrůznější filmové ceny. Mimo jiné byl film oceněn čtyřmi cenami BAFTA a celkově osmi nominacemi; třemi Zlatými glóby a celkově čtyřmi nominacemi, a dvanácti nominacemi na ceny Akademie.

## Kritika
Francouzsko-kanadský herec Roy Dupuis odmítl roli ve filmu, protože film je podle jeho názoru historicky nepřesný a podporuje protifrancouzské předsudky tím, že zobrazuje francouzské Kanaďany ve filmu jako vrahy a znásilňovače.